# ウォーマシン (マーベル・コミック)
ウォーマシン（War machine）またはジェイムス・ルパート・“ジム”・ローズ（James Rupert “Jim” Rhodes）は、マーベル・コミックより出版されるコミック作品に登場する架空のキャラクター、スーパーヒーローである。コミック作家のデイヴィッド・ミッチェリーニ、ジョン・バーン、ボブ・レイトンによって創造され、1979年1月の『アイアンマン』 #118で初登場した。
2012年、IGNの『トップ50アベンジャーズ』のリストで31位にランクされた。

## 発行履歴
ジェームズ・ローズは、『アイアンマン』の第1巻で脇役として初登場し、同作の第170号（1983年5月）でトニー・スターク/アイアンマンがアルコール依存症を再発すると、“アイアンマン”の肩書きを引き継いだ。それから『アイアンマン』第284号（1992年9月）でスタークが死んだと思われた後、アイアンマンの役割を再開し、生きていたスタークがアイアンマンの役割に戻ると、ローズは“ウォーマシン”を襲名。『ウェストコースト・アベンジャーズ』シリーズの脇役として紹介された後、『ウォーマシン』の名を冠したタイトルでソロシリーズのデビューを果たした。
それからローズは、ダン・アブネットとアンディ・ランニングによる『フォース・ワークス』、ジム・オースリーとジョー・ベネットによる『ザ・クルー』、ダン・スロットとクリストス・ゲージによる『アベンジャーズ：イニシアチブ』、ショーン・チェンによる『IronMan：Director of S.H.I.E.L.D.』の『War Machine：Weapon of S.H.I.E.L.D.』などにも登場した。
『シークレット・インベージョン』では、ウォーマシンがアイアンマンに代わって主人公の1人となった。
ウォーマシンは、2010〜2013年の『シークレットアベンジャーズ』シリーズの第1号（2010年7月）から第21号（2012年3月）にはレギュラーとして、『アベンジャーズ vs X-MEN』にはゲストとしてそれぞれ出演し、ニック・スペンサーによる『アイアンマン2.0』では主人公として登場した。 2014年にはアレス・コットとギャリー・ブラウンによる『アイアン・パトリオット』に登場した。 

## キャラクター経歴

### オリジン
ペンシルベニア州フィラデルフィア・サウスフィラデルフィア出身のジェームズ・ローズは、アメリカ海兵隊の戦闘機のパイロットである。東南アジアの任務で副官を務めた際に、ベトコンのロケット弾でヘリコプターが撃墜された後、ジャングルで立ち往生する事態に陥り、ウォン・チューの捕虜収容所でトニー・スターク/アイアンマンに初めて遭遇した。ローズとスタークは、待ち伏せしていたベトコンの兵士を打ち負かし、敵の基地を奪取したヘリで破壊すると、そのままアメリカの防衛境界線へ飛んだ。
後日サイゴンの病院でローズは、スタークからの申し出を受け、彼の個人パイロット、“スターク・インターナショナル”のチーフエンジニア、そしてスタークの親友の一人になった。

### オール・ザ・ニュー・アイアンマン
ローズは、スタークがスターク社の問題と私生活で混乱したことからアルコール依存症を再発させ、マグマに敗れた後、初めてアイアンマンのアーマーを身につけ、マグマを倒した。
ローズとスターク社の科学者モーリー・アーウィンはスタークの技術を完全には理解していなかったが、
時間が経つにつれて、2人はスタークがローズに“アイアンマン”を継ぐように願ったことを十分理解すると、スターク社を退職。スタークの技術をオバディア・ステインやS.H.I.E.L.D.から保護した。アーウィンの技術サポートを受けてアイアンマンのアーマーを装着したローズはアイアンマンとなり、マンダリン、サンダーボール、ゾディアック、ラジオアクティブマンなどのヴィランと戦い、“シークレット・ウォーズ”にも身を投じて、“ウェスト・コースト・アベンジャーズ”の創立メンバーとなった。
やがてローズは、アーウィンと彼の姉妹であるクリテムネストラ・アーウィン博士との共同で、カリフォルニアに新しい電子機器会社の拠点を設立することを計画。ローズは引き受けた傭兵の仕事での報酬をアーマーの維持や会社運営に提供し、アルコール依存症から回復したスタークが3人に加わったことで、“サーキッツ・マクシムス”という会社を設立した。 だがローズは、アーマーのヘルメットがスタークの脳波に合わせて調整されていたことから頭痛を発症しただけでなく、攻撃的になってしまうほど精神的に不安定な状態に陥ってしまい、自身を助けようとするスタークに対し、彼が自分からアーマーを取り戻そうとしていると思い込んで妄想と憎しみを抱え込んだ。
バイブロとの戦いでローズは、敵を捕まえるために暴れ回ってしまい、彼の怒りを沈めようとしたスタークによって、新しいテストベッドアーマーを着用することを余儀なくされた。これを受けて、スタークからクリント・バートン/ホークアイとバーバラ・モース/モッキンバードにローズのアベンジャーズ辞任が伝えられ、ローズはヘンリー・ピム博士に頭痛を治すために助けを求めた。ピムによってマイケル・トゥーヤングメン博士の下に送られたローズは、異次元の“ゴージ”を旅することで頭痛を癒し、自分はアーマーを装着するに値しないと罪悪感を覚えた。
ようやく落ち着いたローズは、次元外のエネルギー体“オムノス”によって力を与えられた自身のテストベッドアーマーが手元に戻り、これを使用してスタークと共にアイアンマンとしての活動を再開した。だがステインがサーキッツ・マクシムスに送った爆弾でローズは負傷し、アーウィンも殺害されてしまった。しかし、新しく完成させた“シルバーセンチュリオン”を装着したスタークの活躍でステインは敗れた。
スタークが新たに設立した“スターク・エンタープライズ”に加入したローズは、建設中だったスターク社の宇宙ステーションが“A.I.M.”に攻撃された時、もう一度アイアンマン・アーマーを身に着けて出動した。 しかし、シャトルの爆発でアーマーが損傷したローズは、スタークに救われたものの、大気圏再突入時に重度の火傷を負った。回復したローズは、スタークと共にマンダリンと協力して、“フィン・ファン・フーム”に立ち向かうなど、スタークを支援していく中で重要な役割を果たし続けていった。

### ウォーマシン誕生
“マスターズ・オブ・サイレンス”に敗れて命を落としたスタークによって、新たに設計開発された重装備バージョンのアイアンマン・アーマーである“モデル11”と、スターク社CEOの座を継承したローズは、アイアンマンとして再びアーマーを装着し、リビング・レーザー、スパイマスター、ブラックラッシュ、アブナー・ジェンキンス/ビートルなどの脅威と戦った。
しかし、スタークが生きていたことが明らかになると、ローズはスターク社を辞職し、2人の友情は崩壊した。ローズを殺すようにプログラムされたバトルドロイドに対してアイアンマンとチームを組んだ後、スタークはローズがモデル11を保有することを望み、それを受けてローズは最終的にアーマーを保有し、後に“ウォーマシン”の名前を採用した。ウルティモが暴れ回った際にローズは、ハッピー・ホーガン、ベサニー・ケイブ、エディ・マーチ、カイル・ウォーカー、マイケル・オブライエンの5人にもさまざまなアイアンマンのアーマーを装着させ、“アイアン・レギオン”を結成し、ウルティモを倒した。ローズはウォーマシンとしてウェスト・コースト・アベンジャーズに再び加わり、チームに仕えた。
『ウォーマシン』シリーズの冒頭でローズは、アフリカの国“イマヤ”の活動家であるヴィンセント・セテワヨから、“ワールド・ウォッチ”の常務取締役の地位を提供されたが拒否した。セテワヨが独裁者のエダ・アルル大統領が率いるイマヤン軍に拉致されると、ローズはセテワヨ救出のためにウォーマシンとしてイマヤに向かい、マイケル・コリンズ/デスロックや、バトシェバ・“シェバ”・ジョセフ少佐率いる部隊と共にイマヤを解放するための戦いに参戦した。ローズは戦いを首尾よく導いたが、セテワヨ殺害を防ぐことができなかった。このことに動揺したものの、戦う価値のあるものを見つけたローズは、ワールド・ウォッチの常務取締役に就任し、シェバを雇った。
『Hands of the Mandarin』のクロスオーバーで、スタークはイマヤでのウォーマシンの行動を承認せず、ローズへスターク社に戻ってアーマーを放棄するよう要求した。その結果、ローズとスタークは交戦してしまい、ケイブに制止された。ローズとスタークがマンダリンに捕らわれると、“フォース・ワークス”のセンチュリーに救出され、この一件でローズとスタークは和解し、フォース・ワークスと協力して、マンダリンらの“ハート・オブ・ダークネス”による征服計画を阻止した。これによりローズは、スタークからアップグレードされたウォーマシン・アーマーを提供され、以降もウォーマシンとしてスタークやフォース・ワークスと共闘することもあった。

### ウォーウェア
ローズはネオナチが現代兵器をナチスドイツに送るのを阻止するために、キャプテン・アメリカ、バッキー・バーンズ、ニック・フューリーと“ハウリング・コマンドーズ”に加勢するが、ウォーマシン・アーマーは失われた。ローズは民間人の生活に戻ったが、スカイという謎の女性と出会い、エイリアンの“リクトル”と戦った後、新型のエイリアンアーマー“エイドロン・ウォーウェア”を手に入れると、彼女からウォーウェアの使用法と、イモータスの支配下にあるスタークと戦うことを明らかにされた。ローズはイモータスに派遣されてスカイに致命傷を負わせたダージを打倒すると、スタークをイモータスの支配から解放した代わりに彼を失うが、ダージのウォーウェアを使用して“スターコア”の衛星を破壊しイモータスの陰謀も阻止した。その後ローズは、ワールド・ウォッチの常務取締役を辞任する。
『テイルズ・オブ・ザ・マーベル・ユニバース』でローズは、友人の遺産を守るためスターク社に復帰するが、日本企業の“フジカワ・インダストリーズ”に会社が買収されて“スターク/フジカワ”へ移行した際に、企業連絡業務の社長の仕事を提供されたが、スタークのアイアンマンのアーマー技術の秘密を得ようとするフジカワの試みから拒否した。そしてローズは、スターク/フジカワの研究開発施設のセキュリティシステムに侵入し、エイドロン・ウォーウェアをコンピュータに直接ダウンロードしてシステムを攻撃することにより、フジカワのデータベースに保存されていた全てのアイアンマンのアーマー技術のデータを削除した。しかしその結果、アーマーを失ったローズはスターク/フジカワを退職した。アイアンマンがオンスロートとの最後の戦いの後、スタークの評議員の一人を務めたローズは、ヒーローから引退した。

### ポスト・ウォーマシン
引退していたローズは、自分の海難救助会社に専念していたものの、スタークの戦いを支援し、ウォーマシンになりすましたフリーの傭兵と、サンセット・ベインの雇用下にある武器商人のパーネル・ジェイコブスを倒した。
それからローズは、妹のジャネット・“スター”・ローズがブルックリンの“リトル・モガディシュ”で殺害されたとニューヨーク市警から知らされ、地元の凶悪犯との戦いの最中、ジョサイア・アル・ハッジ・サディック/ジョサイアXとイザイア・ブラッドリーに助けられた。 ジョサイアXの手伝いを受けたローズは、ジャネットを手にかけた者の映像を入手し、ニューヨーク市警の麻薬担当官ケビン・“キャスパー”・コールが逮捕した妹の殺人犯を捕らえると、その犯人が強力なストリートギャングである“66ブリッジ・ギャング”の麻薬の売人であったことを発見した。ローズは、“ホワイトタイガー”として密かに犯罪と戦うコールや、元スパイであるダニエル・“ダニー”・ビンセント/ジュンタと出会い、ジョサイアXも加えた4人で“ザ・クルー”を組んで、66ブリッジ・ギャングとそのボスであるナイジェル・“トリアージ”・ブラックとの戦いに臨んだ。
やがてローズは、国家緊急事態局“O*N*E”の主要メンバー兼コンバットインストラクターに就任したが、ブラックパンサーやストームが登録に署名することを拒否した際に、彼らを逮捕するよう命じられることなどがあったため、組織の仕事について疑問を抱き始めた。

### リターン
シビル・ウォーにおいてローズは、ドバイの基地で軍事顧問を務めた時、テロ攻撃により重傷を負い、スタークによって新しいバイオニック義肢とサイバネティックスで復活すると、再びウォーマシンになり、“キャンプ・ハモンド”のフィールドコマンダー兼ディレクターに就任して、“フィフティ・ステート・イニシアチブ”プログラムのSHRA登録新兵の訓練を支援した。そして“スクラル”が地球に侵入すると、ホログラフィック遭難信号を受信し、秘密裏に建設した衛星の指揮を執ったローズは、衛星全体をハイテク装甲の巨大なアーマーに変化させ、地球に接近するスクラル艦隊を撃退することに成功した。

### ダークレイン
『ダークレイン：ニュー・ネイション』においてローズは、カナダ西部の“アヌンキット族”の代表を殺害した元フランス兵であるアントン・オーブイソンと対峙・打倒し、腐敗した準軍組織の防衛請負会社である“イーグルスター・インターナショナル”からウルティモの技術の使用を発見。これにより、ローズはサントマルコに旅行し、現地の人々を殺そうとしたイーグルスター傭兵に操られる改造センチネルを破壊すると、ジェイコブスと再会した。ローズはジェイコブスに、イーグルスターの医者でありジェイコブスの妻でもあるグレンダ・サンドバル博士が強制的に投獄されていることを彼に知らせた。一方、ケイブの指揮下にあるチームが、“J. Rhodes、Repro Bod 2.0”と書かれたラベル付きのローズのクローンボディを開発していたが、チームの施設が攻撃され、クローンボディはノーマン・オズボーンに奪われた。
ローズは、ジェイコブスとケイブの支援を受けて、“アキリア”の国のイーグルスター本部に侵入。イーグルスターCEOのディヴィス・ハーモンからサンドバルを救出したが、オズボーンが派遣したアレスとサンドバルはウルティモ技術を持ったウイルスに感染してしまう。その最中、ハーモンはサンドバルに殺害され、ローズは感染した彼らに対処する羽目になるも、自身のアーマーと衛星を使って感染者たちから全てのウイルスを吸収し取り除いた後、自らの体をクローンに置き換えるというオズボーンの申し出を拒否した。そしてローズは、ウルティモの技術がアメリカの陸軍基地で開発されたと推測し、サンドバル、ケイブ、ジェイコブス、スザンヌ・“スージー”・エンド、元S.H.I.E.L.D.エージェントのジェイク・オーで一時的な同盟を組んだ。
ウルティモとの戦いとなるとローズは、元ウェストコースト・アベンジャーズのチームメイトの助けを借りて、モーガン・スタークがトニー・スタークになりすまし、ウルティモに力を与えたことを知った。ローズはウルティモを武器にするというオズボーンの計画を阻止した後に捕らえられたが、彼のチームは世界的な犯罪の責任者である高官と業界の船長のグループである“ベインズビル・テン”の行為を暴露し、やがてオズボーンの計画も完全に頓挫させた。
『Invincible Iron Man』の『StarkDisassembled』でローズは、オクラホマ州のブロックストンに赴き、遷延性植物状態のスタークを救うため、記録された指示に従い、ペッパー・ポッツの“レスキュースーツ”のワイヤーとキャプテン・アメリカの盾をスタークの胸のインプラントに接続し、ソーの稲妻も利用して、スタークの脳を再起動させた。

### ヒロイック・エイジ / アイアンマン2.0
ローズは“シークレットアベンジャーズ”に加わった。
スタークの“スターク・レジレント”社とペンタゴンの間の政府契約により、ローズ/ウォーマシンは“米軍のアイアンマン”として中尉の階級に割り当てられたものの、以前のウルティモとオズボーンとの戦いで自分に対し個人的な恨みを持つバベッジ将軍の指揮下となった。彼の最初の任務は、DARPAの元兵器設計者であり、世界中でテロ行為を行っているパーマー・アドリーを追跡することだった。アドリーと対峙した時、ローズは核兵器で攻撃されたが生還。これを受けてスタークから、アーマーをはるかに高度なモデルである“アイアンマン2.0”に更新するよう促された
その後、ローズは北京に移動し、“イモータル・ウェポンズ”との協力によるポータルの閉鎖を巡って、アガモットの力に取り憑かれて意図せずに妨害してしまったアイアン・フィストと戦うことになった。しかしドクター・ストレンジの助けを借りて、ポータルは安全に閉じられた。

### アイアンマン・アゲイン
マンダリンがスタークを倒そうとした際に、ローズはスタークの死を偽造し、彼がマンダリン対策として自身のヒーロー活動引退を公に発表すると、ローズは新たにアイアンマンなった。ローズは、アイアンマンのアーマーをマンダリン打倒までに行使し、後にスタークが没収した。

### マーベルナウ！/ ザ・ニュー・アイアン・パトリオット
“アイアン・パトリオット・ドローン”のグループがA.I.M.によってハイジャックされるとローズは、フィル・コールソンからS.H.I.E.L.Dに相談するよう求められ、アイアン・パトリオット・ドローンを阻止した。
アイアン・パトリオットを模した新しいアーマーを装着したローズは、ミュータントがスタークの旧型アーマーの1着を盗んだ事件でガンビットを逮捕しようとしたが、彼が友人の命を救うためにアーマーの技術を必要としていることを知ると、彼を見逃した。
キャロル・ダンバースとの交際を始めたローズだったが、武装テロリストに脅迫され、元大統領暗殺を余儀なくされた陰謀に巻き込まれた。 姪のリラ・ローズと父親の助けを借りたローズは、テロリストを敗って暗殺を阻止したが、父親が犠牲になってしまった。

### Time Runs Out
『Time Runs Out』でローズは、ウォーマシン・アーマーを再び使用し、“アベンジャーズのメンバーになった。 彼は、“イルミナティ”の逃亡者を追跡するために、“ウォーマシン・ドローン”のチームを制御した。

### All-New, All-Different Marvel
『All-New, All-Different Marvel』においてローズは、“スターク・タワー”の大阪支店に来訪してマダムマスクの調査をした後、ユキオが運営する違法なナイトクラブに入店し、ハイテクベースの忍者について彼女に尋ねた。答えない彼女にローズは「アベンジャーズがこの場を襲撃する可能性がある」と警告すると、逃走を図ったユキオたちが乗る自動車を掴んで放り投げた後、ハイテクベースの忍者について質問するが、その忍者から攻撃を受けた。アーマーを機能停止されたローズは、目を覚ました倉庫内で捕縛され、トモエという女性と数人の忍者から嘲笑われると共に、盲目的に彼女らの世界に足を踏み入れたことからやがて尋問されるだろうと警告を受け、アーマーも奪われてしまった。

### シビル・ウォーII
『シビル・ウォーII』でローズは、アメリカ大統領から国防長官の地位を与えられ、「サノスが“コズミック・キューブ”をターゲットにするだろう」と“インヒューマンズ”のユリシーズ・カインが予測すると、“プロジェクト・ペガサス”でサノスを待ち伏せする“アルティメッツ”とインヒューマンズを支援してサノスに戦いを挑んだが、致命傷を負わされた。

### 復活
致命傷を負ったローズは、スタークによるDNA変更方法を身体に施されたことで復活し、戦線復帰した。しかし、ローズは何度も重傷を負ったことでPTSDに苦しんでおり、ウォーマシンを辞任することを選択。代わりに“マンティコア”と呼ばれる大型アーマーを操縦するようになった。パニッシャーが以前のウォーマシン・アーマーを使用して、“ヒドラ”の残党を殺していたことを知ると、ローズはなんとかパニッシャーにアーマーを返して、当局に降伏するよう説得した
フォース・ワークスのメンバーになったローズはクエイク、U.S.エージェント、モッキンバードを率いて、リンガレス島への任務を遂行し、デスロックとの戦いに臨んだ。
『エンパイア』でローズは、ダンバース/キャプテン・マーベルの“アキューザー・コープス”に採用され、ストレンジによって作られた“ユニバーサル・ウェポン”のコピーを受け取った。

## 戦力

### 能力
ローズはアメリカ海兵隊に勤務していた頃に海兵隊員兼パイロットとしての訓練を受け、航空宇宙工学を研究したことから、非武装の戦闘や、小火器などの兵器・航空機の運用/保守に精通した経験豊富な海兵隊員であり、スターク・エンタープライズでもまざまな航空機を操縦した。これに加え、エンジニア、ビジネスマンの技能を有し、スターク・インダストリーズ製であるアイアンマンとウォーマシンの双方のアーマー、または地球外生命体製のさまざまなハイテク・アーマーまで、長年の経験により、パワードスーツを装着・使用する物理的な戦闘スタイルに熟練している。ローズのアーマーはスタークのものよりも、ほとんどの場合、物理的には強力だが機動性に劣り、更新が少ないため、アイアンマンのアーマーよりは最先端の技術機能を備えていない。

### アーマー

#### アイアンマン・アーマー マークIV
- 初登場：『Iron Man』 #85（April 1976）

アイアンマンとしてのローズの最初のアーマーは、ソーラーチャージされたカーボンコンポジットベースのスチールメッシュアーマーであり、彼に超人レベルの強度と耐久性を提供した。ガントレットの両手のひらに斥力があり、胸部に多機能の“ユニビーム・プロジェクター”が装備されている。

#### ウォーマシン・アーマー
- 初登場：『Iron Man』#281（June 1992）

正式名称“可変驚異対応型バトルスーツ モデルⅩⅥ マークⅠ”（別名“JRXL-1000”）は、アイアンマンのアーマーのマーク11であり、マスターズ・オブ・サイレンスのようなビーム兵器を無効化する技術を持ったヴィランに対応すべく開発され、ローズに与えられた。
格納式ショルダーガトリングガン、各ガントレットの可変構成ダブルバレルキャノン、火炎放射器、左ガントレットのレーザーブレード、ミサイルボックスランチャー、マイクロロケットランチャー、粒子ビーム放電器、および電磁パルスが含まれた半径50マイルの電子機器をシャットダウンできるユニビームプロジェクターのジェネレーターなど、「重火器実弾兵器」を中心に多数の数々の武装が搭載されている。装甲には、フォースシールド、フォースフィールドベースのステルステクノロジー、ブートジェット推進力、及び呼吸システムを作成するフォトンエミッターなどがあてがわれ、アイアンマンのアーマー以上の防御力を有しており、モジュール式の武器への変更や、自動ターゲティングを有する改良戦術コンピューターシステムまで備えている。
スタークによって開発された2番目のバージョンのアーマーは、熱探知ミサイルランチャー、パルスキャノン、背面にある格納式の武器ポッドなど、改良によってアップグレードされ、そのうちローズは、さまざまな種類の特殊弾薬と、ゴム弾などの非致死性兵器も利用した。

#### エイドロン・ウォーウェア
- 初登場：『War Machine』#18（September 1995）

エイリアン起源の共生バイオアーマー。装着者に超人的なパワー、耐久性、スピードを提供するのみならず、装着者の思考と命令に基づいた武器を作成する機能を持つ。左腕部から発射される破壊エネルギー、右腕部のブレードへの変形機能、さまざまな種類のエネルギー放出、電子/コンピューターシステムへの浸透、エネルギーフィールドの作成、アーマーと装着者自身の両方に不特定の強化を提供する“フルバトルモード”への変形、宇宙航行も可能になるほどの無制限の生命維持システムも搭載されている。

## MCU版
MCUでは、『アイアンマン』のみテレンス・ハワード、『アイアンマン2』以降はドン・チードルが演じる。劇場公開・ソフト版の吹き替えは俳優によって異なっており、ハワードが演じた『アイアンマン』のみ高木渉が担当し、チードルが演じるようになった『アイアンマン2』以降は目黒光祐が担当している。
本シリーズでは、親しい者たちから“ローディ”の愛称で呼ばれる。
本項は、“アース616”（正史の宇宙）におけるローディ/ウォーマシンを主軸として表記する。 

### キャラクター像
アメリカ空軍武器開発部に所属する軍人であり、階級は『アイアンマン2』までが中佐だったが、『アイアンマン3』では昇格して大佐になる。“スターク・インダストリーズ”が軍需産業に従事していた頃は、同社とのパイプ役として軍事アドバイザーを担当していた。『アイアンマン2』の物語後半からヒーローの一人である“ウォーマシン”となり、『アベンジャーズ/エイジ・オブ・ウルトロン』終盤以降は“アベンジャーズ”の一員になる。
MITで航空工学の修士号を取得し、空軍士官学校を卒業した学歴と、軍人/パイロットとして138回の戦闘任務にあたり、空を飛んできた戦歴を持つ。
実直な人柄から、長い付き合いのトニー・スターク/アイアンマンとは、彼の破天荒ぶりに呆れるほど振り回されることも少なくないが、互いに心を許せる親友兼相棒として認め合う間柄であり、トニーと深い仲であるペッパー・ポッツやハッピー・ホーガンとも交友関係にある。軍人らしく職務に忠実であるものの、決して上層部や政府の命令に全て盲目的に従うほど真面目一辺倒で融通がきかない人物というわけではなく、時には規則に背き、自身の決断でトニーたちを支える柔軟さと、オフの際にはパーティーなどで友人たちを楽しませる体験談ができるほどの社交性まで兼ね備えた好漢であり、そのためスティーブ・ロジャース/キャプテン・アメリカやナターシャ・ロマノフ/ブラック・ウィドウたちアベンジャーズの僚友一同からの人望も厚い。
その反面、自ら装着するアーマー各種を悪用・破損されて災難に陥ったり、軍人の立場からアメリカや世界の安全保障問題とトニーたちとの友情の間で板挟みになるなど、戦闘から平時の軍務まで、色々な苦労に直面する人物としても描写される。

### 『ホワット・イフ...?』版
現在のところ、“アース32938”におけるローディの存在が描写されており、正史のローディと同様にアメリカ空軍中佐だが、ウォーマシンとしては活動していない。

### 能力
超人的な特殊能力は持っていないものの、“ウォーマシン・アーマー”各種や“アイアン・パトリオット”の全機能を難なく使いこなし、アーマー無しでも、ハンドガン一丁による確かな射撃能力と咄嗟の状況判断のみで“エクストリミス・ソルジャー”を撃退するなど、現役軍人としてもヒーローとしても目を見張るほどの実戦能力を有している。

### ツール・ビークル
ウォーマシン・アーマー
ローディが自ら装着するパワードスーツ。現在のところマーク1から6までが登場し、そのほとんどがトニーによって造られた。そのデザインと、“アーク・リアクター”を動力源とし、“リパルサー”などを利用して飛行する点はアイアンマン・アーマーと同等だが、カラーリングや武装によりそのイメージはより兵器然としている。
アイアン・パトリオット
ウォーマシン・アーマーのバリエーションであるパワードスーツ。2012年の“マンダリン”による一件や、2023年のサノスの群勢との決戦で装着した。

パワード外骨格
“アベンジャーズの内乱”の結果、下半身不随となったローディに、トニーが新開発したアクティブギプス。下半身を麻痺した人物のための先進的歩行器であり、内乱後にローディはリハビリの末、常時下半身にこのギプスを装備して登場する。
ワルサーP99
護身用に所持。“アベンジャーズ・タワー”でウルトロンに操られた“アイアン・レギオン”群への対抗に使用する。
このほかにもローディは、誕生パーティーで泥酔したトニーを止めるために“アイアンマン・アーマー マーク2”を装着・行使したり、トレヴァー・スラッタリーの豪邸のガードマンから奪ったベレッタ 92FS Inoxを駆使したこともあり、“タイム泥棒”の際には2014年時のピーター・クイル/スター・ロードから奪った“プラズマ・スフィア”を使用した。また、2009年時にはダッジ・ラム（3代目）を愛車としていた。

### 各作品での活躍
『アイアンマン』
本作でMCU初登場。トニーの破天荒で典型的なプレイボーイぶりに、徳利を片手にしながら軽く説教する姿も見せた。
アポジー賞授賞式で進行役を務めた翌日に“ジェリコ”のデモンストレーションのためトニーに同行しアフガニスタンに赴くが、デモンストレーション後の帰路の際は別の道についており、彼が拉致されたことを知ると、3ヵ月間に渡る捜索の末に発見。「次は私の車に乗れよ」と再会を喜び、トニーを連れてアメリカに帰還した。
トニーがスターク社の軍需産業撤退を決定すると、一時は彼を見放すが、彼がパワードスーツを用いて活動していると知ってからは、トニーがアフガニスタン空域で起こしてしまったF-22との接触事故の情報操作や、トニーとオバディア・ステイン/アイアンモンガーの戦地上空の航空規制など、その立場を活かしてサポートする。また、トニーが作ったアイアンマン・アーマー マーク2をワークショップで直に見た際には絶賛し、自身もトニーと同様にパワードスーツ装着を願望するようになる。
後日の記者会見では、トニーとオバディアの対決を“試作段階のロボットの操作トラブルと巨大アーク・リアクター損傷による爆発”と発表し、トニーにも用意されたメモ通りに会見するよう促すが、彼が自らアイアンマンの正体である事を公表したのには驚いていた。
『アイアンマン2』
本作で遂にアイアンマン・アーマー マーク2や“ウォーマシン・アーマー マーク1”を装着する。
物語冒頭の公聴会において、アイアンマンのアーマーが危険であると軍上層部に強要されて発表するが、トニーならば信頼して任せられると主張して彼を支持した。イワン・ヴァンコ/ウィップラッシュの件を受けて軍がアイアンマンのアーマーを没収しようとしていることをトニーに伝えようとする際には、彼の体調が悪化していると知り、心配を深める。
だが「アイアンマンを元に戻す」と上層部に告げた矢先に、誕生パーティーで自暴自棄となったトニーがアイアンマン・アーマー マーク4の武装をパーティーの客の眼前で乱用したため、アイアンマン・アーマー マーク2を装着して止めに入るが、殴り合いに発展し、反省の色一つ見せないトニーに失望して、マーク2を装着したままエドワーズ空軍基地に飛んで持ち帰った。
その後、“スターク・エキスポ”のジャスティン・ハマーのプロモーションで、改造された“ウォーマシン・アーマー マーク1”を装着して舞台に上がるが、トニーが現れるとヴァンコに遠隔操作されたウォーマシンに引きずられてしまった。しかしナターシャがウォーマシンのシステムを再起動させたことにより救われ、トニーとも友情を取り戻し、彼と共闘して襲いかかってきた“ハマー・ドローン”群とヴァンコを打倒した。
物語のラストでは、トニーと共にスターンから勲章を授与される。
『アイアンマン3』
空軍大佐となった本作では、アイアン・パトリオットを装着して上層部の指示により紛争地域の鎮圧に出動する任務を請け負っている。しかし任務中に、トニーや民間人にパトリオットのパスワードを笑われたり、敵の策に嵌まって前述のとおりパトリオットを悪用されるなど、苦労人としての役どころが半ばお約束となっている。
物語冒頭でトニーに、世間を騒がせているテロリストのマンダリンの極秘情報を伝え、テロの際にテレビに電波ジャックで放送されるマンダリンの映像がパキスタンから送信されていると突き止められると、現地へ出動し捜索を開始するも、2度の誤情報の末に安物スポーツウェアの縫製工場で作業員になりすましたエクストリミス・ソルジャーに捕まってしまう。
パトリオットを装着したままアルドリッチ・キリアンの拠点に捕縛されながらも抵抗したが、あしらわれてパトリオットを奪われた。だが同じく捕縛されたトニーと合流し、マンダリンの正体であるスラッタリーに驚いた後、ペッパーとアメリカ大統領のマシュー・エリスが捕らわれたフロリダ沖の埠頭へ向かう。
到着した埠頭でトニーと可笑しなやりとりを繰り広げながらも、パトリオットなどのアーマーなしで敵に立ち向かい、見事にエリスを解放・保護することに成功。取り戻したパトリオットを装着し、その場をトニーに任せ、エリスを連れて戦線を離れた。
物語のラストで、キリアンと内通していたアメリカ副大統領のロドリゲスの連行には険しい表情で立ち会ったが、トニーの心臓手術の場ではペッパーと共に手術の成功を信じてトニーを見守る。
『アベンジャーズ/エイジ・オブ・ウルトロン』
本作では、これまでに比べて出番は少なめではあるが、“ソコヴィア”でのウルトロン軍団との決戦では“ウォーマシン・アーマー マーク2”を装着して参戦。トニーとの優れたコンビネーションと、ヴィジョンに御株を取られる滑稽な場面も見せる。
アベンジャーズ・タワーでのパーティーに参加し、ソーの愛用の武器である“ムジョルニア”の持ち上げをトニーと共に試みて果たせずじまいになるなど、皆と盛り上がるが、後にウルトロンの覚醒に立ち会うことになった。
そこから暫く登場しなかったものの、ソコヴィアで“ヘリキャリア”を襲撃する“ウルトロン・セントリー”群を多数撃墜した。
物語のラストでは、晴れてアベンジャーズに加入する。
『シビル・ウォー/キャプテン・アメリカ』
本作では、“ウォーマシン・アーマー マーク3”を装着すると共に、国連委員会が提唱した“ソコヴィア協定”に賛成の立場となることを表明し、物語のラストまでアベンジャーズの中でただ1人迷うことなく協定に賛成する姿勢を貫いた。そして、トニーをはじめとした協定賛成派のヒーローたちと共に、テロの嫌疑がかかったバッキー・バーンズ/ウィンター・ソルジャーを庇う協定反対派のスティーブやサム・ウィルソン/ファルコンたちと対立することになる。
アメリカ国務長官のサディアス・ロスからソコヴィア協定への署名を求められると、反対の立場を示すサムと激論を交わし、バッキーを巡ってスティーブたちとティ・チャラ/ブラックパンサーがルーマニアで騒動を起こした際には、GSG-9の隊員たちと共にスティーブの前に立ちはだかり、彼に「おめでとう、君は犯罪者だ」と辛辣な物言いを容赦なくぶつけた。
その後のライプツィヒ・ハレ空港での大乱戦では、ティ・チャラと共にスティーブに挑んだり、“ジャイアントマン”に巨大化したスコット・ラング/アントマンをトニーやピーター・パーカー/スパイダーマンとの連携でノックアウトしたり、スティーブたちの離陸を補助するワンダ・マキシモフ/スカーレット・ウィッチを弱らさせるなど活躍するが、スティーブたちが操縦する“クインジェット”を追って飛行した際に、流れ弾となったヴィジョンのエネルギービームが胸部のアーク・リアクターに当たって動力が断たれた事でアーマーのシステムが停止。高空から墜落し、地面に激突してしまった。
その結果、第4腰椎（L4）から仙骨神経まで負傷して下半身不随となり、物語のラストでは、“アベンジャーズ・コンパウンド”でリハビリに専念。本作の一連の事件の顛末に傷心状態ながらも献身的にリハビリの補助をしてくれたトニーを励まし、彼が老配送員に名前を呼び間違えられると揶揄うなど、明るい表情も取り戻していく。
『アベンジャーズ/インフィニティ・ウォー』
本作では、前述のギプスによって下半身不随を克服しており、“ウォーマシン・アーマー マーク4”を身に纏って戦線に復帰する。かつて肯定的に捉えていたソコヴィア協定については、アベンジャーズ解散という結果に加え、地球の危機が迫っていても自由に出撃できない現実から、ロスに「協定は間違いだった」と苦言を呈し、心境の変化を見せるようになった。一方でそれぞれの理由から失踪したブルース・バナー/ハルクやナターシャ、内乱で争ったスティーブたちとはわだかまりなく再会を喜び合い、その後も友として気さくに彼らに接した。また、本作では珍しくトニーとの共演が皆無である。
ブルースから連絡を受けて彼をコンパウンドに招き、ロスとの口論中にスティーブたちが帰還すると、ロスからの逮捕命令を無視して彼らを温かく迎え入れた。以後は“6つのインフィニティ・ストーン”を揃えようとするサノスの野望を止めるために、再結成されたアベンジャーズの一員としてスティーブたちと共に行動する。
ワカンダでの決戦では、サムと連携してサノスの群勢を空中から迎え撃ち、奮戦した。
だが、その直後に現れたサノスには敵わず、インフィニティ・ストーンを全て揃えられたことで“デシメーション”を引き起こされてしまい、眼前で多くの仲間たちが塵と化して消滅した光景に愕然とする。
『キャプテン・マーベル』
本作ではポスト・クレジット・シーンに登場。アベンジャーズ・コンパウンドでスティーブたちとともに、ニック・フューリーが遺したポケベルを調べており、ポケベルが止まった直後に来訪したキャロル・ダンヴァース/キャプテン・マーベルと出会う。
『アベンジャーズ/エンドゲーム』
本作でもアベンジャーズの一員として僚友たちを支える役割で登場する。その一方で、タイムトラベル実験で現代を変えるために「過去で赤ん坊のサノスを・・・」という不適切な発言を合わせたジェスチャーや、映画に詳しい会話を披露する場面もある。また、ウォーマシン・アーマー マーク4のほかにも、タイム泥棒時には“ウォーマシン・アーマー マーク6”を、サノスの群勢との最終決戦ではアイアン・パトリオットの新型を装着して活躍する。
物語の冒頭で他のヒーローたちとアベンジャーズ・コンパウンドにいたところに、キャロルが連れ帰って来たトニーと再会し、身も心も不安定なままスティーブを糾弾する彼を宥め、サノスを独断で倒しに行こうとするキャロルにもここにいる皆がヒーローとして戦ってきたことを説いた。皆と共に今度こそサノスを倒してストーンを奪還しようと決意すると、惑星“0259-S”で無抵抗のサノスの討伐には成功するも、6つのストーンは破棄されており、失意に暮れる。
5年後には、ナターシャたちと通信でそれぞれの治安維持活動を報告し合っており、その際に世界各地で犯罪者を手にかけているクリント・バートン/ホークアイを見つけるのが怖いと打ち明けるも、スティーブの招集を受けると、タイム泥棒の事前準備で同じくコンパウンドに帰還したクリントともわだかまりなく接した。
作戦本番では、2014年の惑星“モラグ”にタイムトラベルし、惑星“ヴォーミア”に向かうナターシャとクリントにエールを送ると、自身は当時のクイルを気絶させ、ネビュラと共にモラグの“オーブ/パワー・ストーン”の入手に成功した。
2023年に帰還すると6つのストーンと、新開発した“ナノ・ガントレット”を使ったブルースによって5年前に消滅した人々が復活するも、2014年の世界からタイムトラベルしてきたサノスの群勢の爆撃によってブルースやロケットと生き埋めになり、水没しかけてしまった。しかしスコットに救われて危機を脱し、スティーブの号令で大乱闘へ参戦・奮闘する。
トニーによってサノスの群勢が消滅し、戦いが終わると、瀕死のトニーに寄り添って彼の最期を看取り、その後のトニーの葬儀に皆と参列し、ハッピーと肩を並べてトニーを偲ぶ。
『ファルコン&ウィンター・ソルジャー』第1話
本作では、スミソニアン博物館で行われた“キャプテン・アメリカの盾”の寄贈式の場面にのみ登場。式典後、館内のスティーブやバッキーに関する事象を網羅したブースを歩きながら、盾を寄贈したサムに「なぜ（盾を）継がなかった？」と問い、「盾はスティーブのものだ」と返されると、「世界は壊れた」・「新しい時代だ、ブラザー」と語りかけて去る。
『ホワット・イフ...?』シーズン1第6話
『シークレット・インベージョン』
本作にて過激派に属するスクラル人が地球侵略の一環で成り代わっていたことが判明し、後にとある廃墟に拘束されていたところを救助された。また、成り代わったとされる時期は明かされていない。

## その他のバージョン

### アイアンマン：ノワール
『マーベル・ノワール』の世界では、ジェームズ・“ジミー”・ローズがミニシリーズ『アイアンマン：ノワール』のトニースタークのアシスタント/友人として登場。最終号では、彼はガトリングガンを装備した、流線型のアーマーを装着・使用した。

## 漫画作品
| Title                                       | Material collected                                                                                       | Date Released | ISBN              |
| ------------------------------------------- | --- | ------------- | ----------------- |
| Iron Man: War Machine                       | Iron Man #280–291                                                                                        | May 2008      | 0-7851-3132-9     |
| War Machine Classic: Vol. 1                 | War Machine #1–7, and Ashcan                                                                             | October 2010  | 0-7851-4646-6     |
| Iron Man/War Machine: Hands of the Mandarin | War Machine #8–10, Iron Man #310–312, Force Works #6–7 and material from Marvel Comics Presents #169–172 | May 2013      | 978-0-7851-8428-7 |
| Avengers: The Crossing                      | War Machine #20–25                                                                                       | May 2012      | 0-7851-6203-8     |
| Secret Invasion: War Machine                | Iron Man Vol. 4, #33–35, and Iron Man #144                                                               | February 2009 | 0-7851-3455-7     |
| War Machine Vol. 1: Iron Heart              | War Machine Vol. 2, #1–5, and Dark Reign: New Nation #1                                                  | November 2009 | 0-7851-3174-4     |
| War Machine Vol. 2: Dark Reign              | War Machine Vol. 2, #6–12                                                                                | February 2010 | 0-7851-3879-X     |
| Iron Man 2.0 Vol. 1: Palmer Addley Is Dead  | Iron Man 2.0 Prelude, and #1–7                                                                           | October 2010  | 0-7851-4749-7     |
| Iron Man 2.0 Vol. 2: Asymmetry              | Iron Man 2.0 #7.1, 8–12                                                                                  | March 2012    | 0-7851-4751-9     |
| Iron Patriot: Unbreakable                   | Iron Patriot #1–5                                                                                        | November 2014 | 978-0-7851-9028-8 |